# Remicourt (Belgien)
Remicourt ist eine Gemeinde in der belgischen Provinz Lüttich. Sie besteht aus den Ortschaften Remicourt, Hodeige, Laminne, Momalle und Pousset.

## Töchter und Söhne der Gemeinde
- Jean Brankart (1930–2020), Radsportler, geboren in Momalle

## Weblinks

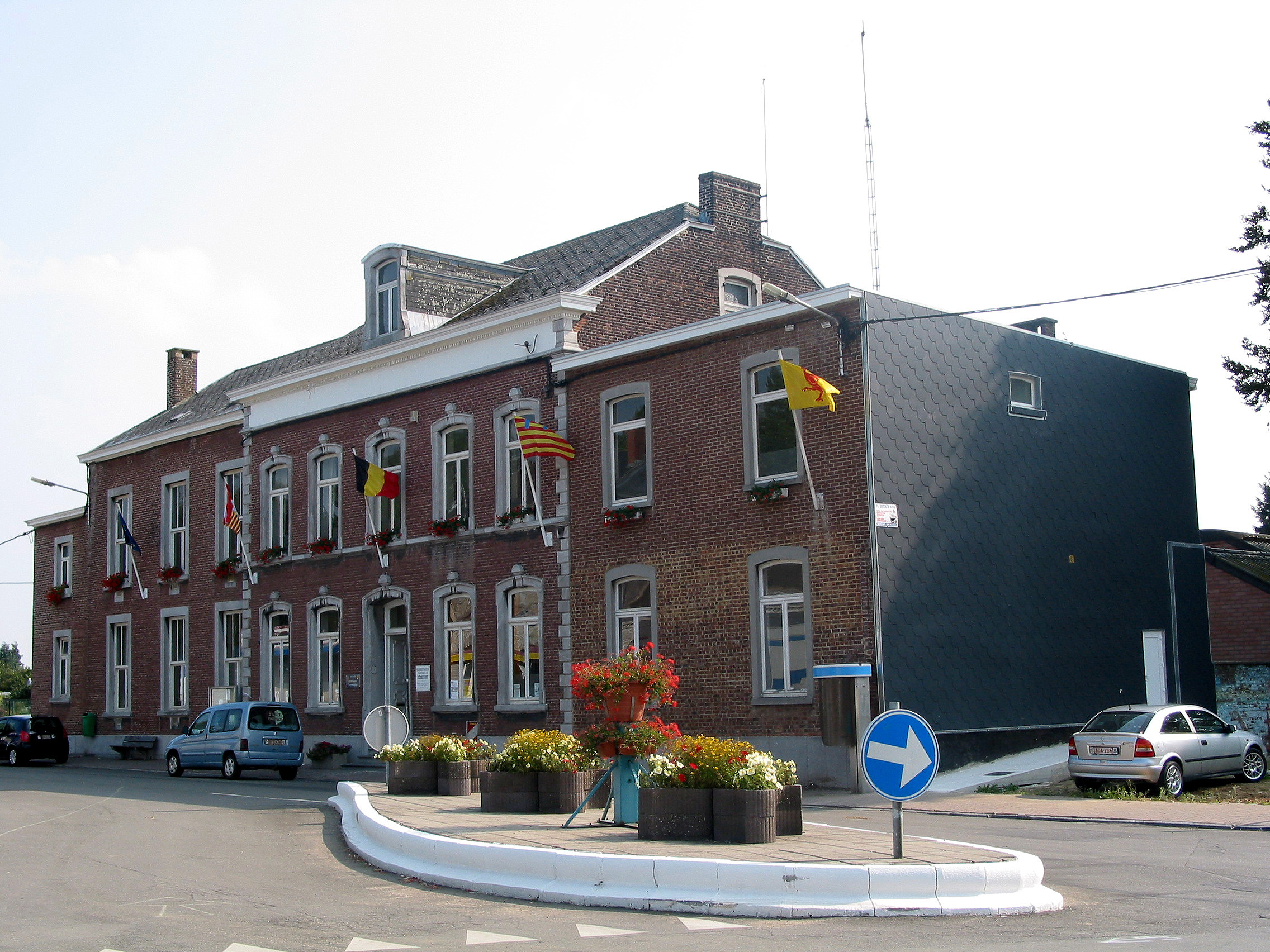
Rathaus von Remicourt